# Oberonia integerrima
Oberonia integerrima är en orkidéart som beskrevs av André Guillaumin. Oberonia integerrima ingår i släktet Oberonia och familjen orkidéer. Inga underarter finns listade i Catalogue of Life.